# Socialistische Partij van Servië
De Socialistische Partij van Servië (Servisch: Социјалистичка партија Србије, СПС / Socijalistička partija Srbije, SPS) is een democratisch socialistische partij in Servië. De partij werd in 1990 opgericht als samenvoeging van de Servische Communistenbond geleid door Slobodan Milošević en de Socialistische Alliantie van de Arbeiders van Servië geleid door Radmila Anđelković. Pro-Servische vleugels van de Kosovaarse Communistenbond en de Communistenbond van Vojvodina gingen ook op in de SPS. Bij het oprichtingscongres waren ook enkele Servische nationalisten aanwezig die zich bij de partij aansloten waardoor de partij naast een postcommunistisch karakter, ook sterke nationalistische trekken begon te vertonen. Formeel betoonde de partij zich voorstander van het vervangen van de planeconomie door een gemengde economie. Gedurende de periode van 1990 tot 2000 was de SPS de dominante partij in de coalitieregeringen van Servië. Er zijn sterke aanwijzingen dat er bij de verschillende verkiezingen die in die periode zijn gehouden gefraudeerd is door de regering waardoor de stemmenaantallen ten gunste van de SPS en haar kandidaten werden opgekrikt.
Tijdens de Joegoslavische en Bosnische Burgeroorlogen in het begin van de jaren negentig koos de SPS partij voor Servische nationalisten in Bosnië en Kroatië. Na het Verdrag van Dayton, waarbij er een einde kwam aan de burgeroorlog in Bosnië, begonnen Milošević en zijn partijgenoten van de SPS een minder nationalistische koers te varen; het nationalisme werd echter weer opgepikt in de late jaren negentig toen het beleid van de Servische regering in Kosovo er op gericht was de Servische bevolking in die provincie te "beschermen" tegen de Albanese Kosovaren er een politiek en de regering zich schuldig maakte aan etnische zuiveringen. Van 1998 tot 2000 vormde de SPS een coalitieregering met de extreem-nationalistische Servische Radicale Partij (SRS) van Vojislav Šešelj. 
De Kosovo-oorlog (1998-1999) leidde tot inmenging van de NAVO die vanaf maart 1998 strategische doelen in Servië (waaronder Belgrado), Montenegro en Kosovo bombardeerden. Een en ander droeg bij aan het verlies van Milošević en de SPS bij vervroegde presidents- en parlementsverkiezingen in september 2000. Aanvankelijk weigerde Milošević de verkiezingsuitslag te erkennen, maar na een volksopstand in oktober van dat jaar trad Milošević als president af. Sedertdien neemt de SPS met regelmaat deel aan verschillende coalitieregeringen, meestal als juniorpartner. Sinds 2006 staat de partij onder leiding van Ivica Dačić. Hij leidde van 2012 tot 2014 een coalitieregering. Na zijn aftreden als premier maakte de SPS deel uit van de regeringen onder premier Aleksandar Vučić en diens opvolger Ana Brnabić.